# Конгресс в Кукуте

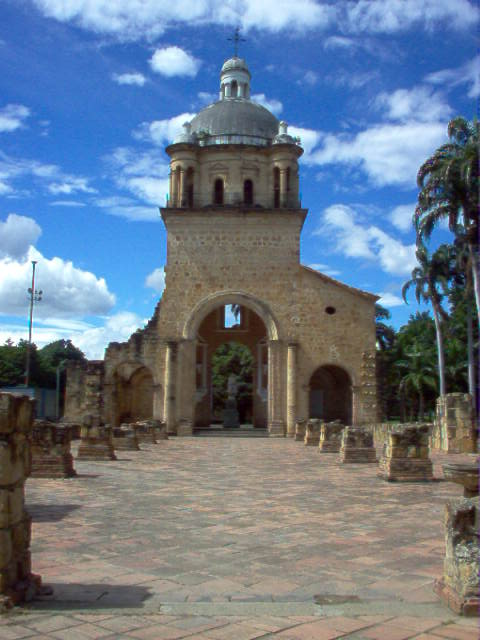
Историческая церковь в Кукуте, в которой проходило заседание Конгресса

Конгресс в Кукуте (исп. Congreso de Cúcuta) — конституционное собрание, принявшее конституцию Республики Колумбия, заседавшее в городе Сан-Хосе-де-Кукута с 30 августа по 3 октября 1821 года.

## Предыстория
Во время борьбы испанских колоний в Южной Америке за независимость возникла необходимость создания государственных структур на освобождённой от испанской власти территории. В 1819 году был собран Конгресс в Ангостуре, на котором было решено, что на территориях бывших вице-королевства Новая Гранада и генерал-капитанства Венесуэла будет создано государство под названием «Республика Колумбия». Однако в связи с тем, что значительная часть территории будущего государства в то время ещё находилась под властью Испании, было решено отложить принятие конституции до освобождения значительной части территории, чтобы в её выработке могли принять участие представители от всех провинций будущего государства. 24 июня 1821 года в результате сражения при Карабобо были разбиты испанские войска в Венесуэле, и члены Конгресса собрались вновь, чтобы начать выработку конституции.

## Конгресс и Конституция
30 августа Конгрессу был предоставлен окончательный вариант черновика Конституции, после чего развернулись бурные дебаты, касающиеся характера будущего государства: быть ему централизованным, или федеральным. Принятая в итоге Конституция состояла из 10 глав и 191 статьи. Основные её положения были следующими:
- Провозглашалась постепенная отмена рабства
- Прекращалась деятельность инквизиции, ограничивалась роль церкви, решались вопросы связанные с церковным имуществом
- Подтверждалось принятое на конгрессе в Ангостуре деление страны на три департамента: Кито, Кундинамарка и Венесуэла
- Создавался двухпалатный парламент, состоящий из Сената и Палаты представителей
- От каждого департамента страны избиралось по 4 сенатора. Сенатором мог стать мужчина не моложе 30 лет, креол по рождению, имеющий недвижимость в собственности
- В Палату представителей могли избираться мужчины не моложе 25 лет
- Исполнительная ветвь власти состояла из президента и вице-президента, избираемых на 4 года
- Каждый департамент страны управляется интендантом, назначаемым президентом, и губернатором

Конгресс избрал президентом страны Симона Боливара, а вице-президентом — Франсиско Сантандера, но так как Боливар отсутствовал, то исполнять обязанности президента стал Франсиско Сантандер, а вице-президента — Антонио Нариньо.

## Итоги и последствия
24 мая 1822 года в результате битвы при Пичинче была освобождена от испанской власти последняя часть Республики Колумбия — провинция Кито. Принятая на конгрессе в Кукуте конституция действовала вплоть до конца 1830 года, когда Республика Колумбия разделилась на три государства, и Венесуэла, Эквадор и Республика Новая Гранада в 1831 году официально провозгласили свою независимость.